# Fluorură de potasiu
Fluorura de potasiu este un compus chimic cu formula chimică KF. După acidul fluorhidric, KF este sursa primară în formă de sare a ionului de fluorură pentru aplicații în industria prelucrătoare și în industria chimică. Este o halogenură alcalină și se găsește în mod natural sub forma mineralului rar denumit carobbiit. Soluțiile de KF se vor etanșa într-o sticlă datorită formării unor fluorosilicați solubili, deși substanța HF este mai eficientă.